# Метод ізоспектральної деформації
Метод ізоспектральної деформації — метод інтегрування нелінійних еволюційних рівнянь. Був відкритий у 1967 році.

## Сутність методу
Метод ізоспектральної деформації полягає в тому, що інтеграли руху розглядуваної динамічної системи є власними значеннями деякої матриці {\displaystyle L}, яка залежить від динамічних змінних цієї системи. Природа цієї залежності така, що спектр матриці для будь-якого рішення рівнянь руху від часу не залежить. Таким чином, у процесі еволюції динамічної системи ця матриця зазнає ізоспектральну деформацію. Власні ж значення матриці, розглядувані як функціонали від змінних динамічної системи, представляють інтеграли руху. 
Усі відомі системи такого типу пов'язані із алгебрами Лі й у всіх відомих випадках їх інтегровуваність обумовлена наявністю суперсиметрії. 

## Визначення
Розгляньмо клас матриць, наприклад, усіх матриць Якобі вигляду
{\displaystyle L={\begin{pmatrix}0&a_{1}&0&&0&\\a_{1}&0&a_{2}&&&&\\.&.&.&&&&\\&.&.&.&&&\\&&.&.&.&\\&&&.&.&a_{-1}\\&&0&&a_{n-1}&0\end{pmatrix}}}
із додатними елементами {\displaystyle a_{1},a_{2},...,a_{n-1}.} Їх власні значення дійсні або прості. Потрібно віднайти усі матриці цього класу, які мають однаковий спектр. Можна подумати, що наявних параметрів недостатньо, але оскільки
{\displaystyle K^{-1}LK=-L} при {\displaystyle K=\mathrm {diag} (1,-1,+1,...),}
для характеристичного многочлена
{\displaystyle \Delta _{n}(\lambda )=\mathrm {det} (\lambda I-L)}
маємо співвідношення
{\displaystyle \Delta _{n}(\lambda )=(-1)^{n}\Delta _{n}(-\lambda ).}
Відповідно, разом із {\displaystyle \lambda } також і {\displaystyle -\lambda } є власним значенням, {\displaystyle \lambda =0} буде власним значенням за неперного {\displaystyle n.} Таким чином, фіксування власних значень накладає {\displaystyle [n/2]} умов, і розмірність простору ізоспектральних матриць виявляється рівною {\displaystyle n-[n/2].}
Для отримання ізоспектральних деформацій Лакс розглядував диференціальні рівняння у формі
{\displaystyle {\frac {d}{dt}}L=BL-LB,}
де {\displaystyle L=L(t),\,\,t} - параметр деформації. Матриця {\displaystyle B} повинна бути підібрана так, щоб комутатор {\displaystyle [B,L]} мав нулі усюди за винятком елементів на двох діагоналях, які повинні співпадати. У даному випадку в якості одного з можливих варітанів знаходиться кососиметрична матриця
{\displaystyle B={\begin{pmatrix}0&0&a_{1}a_{2}&0&&&\\0&0&0&a_{2}a_{3}&&\\-a_{1}a_{2}&0&...&...&&&\\&&&&0&a_{n-2}a_{n-1}\\&&&0&0&0\\&&&-a_{n-2}a_{n-1}&0&0\end{pmatrix}},}
для якої диференціальне рівняння {\displaystyle {\frac {d}{dt}}L=BL-LB} приймає вигляд
{\displaystyle {\dot {a}}_{k}=a_{k}(a_{k+1}^{2}-a_{k-1}^{2}),\quad \quad k=1,2,...,n-1,}
де формально {\displaystyle A_{0}=0=a_{n}.}
Диференціальне рівняння {\displaystyle {\frac {d}{dt}}L=BL-LB} приводить до ізоспектральних деформацій. 
Якщо вирішувати диференціальне рівняння
{\displaystyle {\frac {d}{dt}}U=BU,\quad \quad U(0)=I,}
то {\displaystyle {\frac {d}{dt}}L=BL-LB,} гарантує, що 
{\displaystyle {\frac {d}{dt}}(U^{-1}LU)=0,}
відповідно,
{\displaystyle U^{-1}LU=L(0).}
Таким чином, власні значення {\displaystyle L} залишаються сталими під дією цієї деформації. Коефіцієнти {\displaystyle I_{k}} характеристичного поліному
{\displaystyle \Delta _{n}(\lambda )=\lambda ^{n}+I_{1}\lambda ^{n-1}+...+I_{n}}
також є інтегралами руху, поліноміальними по {\displaystyle a_{1}^{2},a_{2}^{2},...,a_{n-1}^{2}.} 

## Приклад
Нехай є інтегрована система {\displaystyle n} взаємодіючих частинок у стандартному конфігураційному просторі {\displaystyle \mathbb {R} ^{n}.} Такі системи описуються гамільтоніаном
{\displaystyle H={\frac {1}{2}}\sum _{j=1}^{n}p_{j}^{2}+g^{2}\sum _{j<k}v(q_{j}-q_{k}),\quad \quad p_{j},q_{k}\in \mathbb {R} ^{n}.}
У просторі двох й більшого числа вимірів відома лише одна система- система {\displaystyle n} взаємодіючих осциляторів:
{\displaystyle v(q)={\frac {1}{2}}\omega ^{2}q^{2}.}
Після уведення координат Якобі така система зводиться до системи {\displaystyle n-1} частинки, яка рухається незалежно у загальному осциляторному потенціалі.
Нехай система {\displaystyle n} частинок має одиничну масу, які знаходяться на прямій і попарно взаємодіють одна із одною. Така система описується гамільтоніаном 
{\displaystyle H={\frac {1}{2}}\sum _{j=1}^{n}p_{j}^{2}+g^{2}\sum _{j<k}v(q_{j}-q_{k}).}
Підберемо потенцал {\displaystyle v(q)} таким чином, щоб розглядувана система мал додаткові інтеграли руху. Припустимо, нам вдалося віднайти пару матриць {\displaystyle L,B}, які залежать від динамічних змінних {\displaystyle p} та {\displaystyle q} (пара Лакса), так що рівняння Гамільтона
{\displaystyle {\dot {p}}_{j}=-{\frac {\partial H}{\partial q_{j}}},\quad \quad {\dot {q}}_{j}=p_{j}}
є еквівалентними матричному рівнянню 
{\displaystyle i{\dot {L}}=[B,L].}
Така форма запису називається представленням Лакса. Звідси слідує, що матриця {\displaystyle L(t)}  зазнає перетворення подібності
{\displaystyle L(t)=u(t)L(0)u^{-1}(t),\quad \quad B=i{\dot {u}}u^{-1}.}
При цьому матриця {\displaystyle B} є еміртовою, матриця {\displaystyle u} унітарна {\displaystyle u^{-1}=u^{+}.} Відповідно, власні значення матриці {\displaystyle L(t)} від часу не залежать, тобто є інтегралами руху; або, іншими словами, матриця {\displaystyle L(t)} із плином часу зазнаєізоспектральну деформацію. При цьому в якості інтегралів руху часто буває зручно використовувати не власні значення {\displaystyle L(t)}, а симетричні функції від них, наприклад величини
{\displaystyle I_{k}=k^{-1}\,\mathrm {tr} (L^{k}).}
Якщо з допомогою такого прийому вдається віднайти {\displaystyle n} функціонально незалежних інтегралів руху й показати, що усі вони знаходяться у інволюції, то розглядувана система є цілком інтегровуваною. 

## Див.також
- Рівняння синус-Ґордона
- Рівняння Кортевега де Фріза